# 홍득
홍득(베트남어: Hồng Đức / 洪德 홍덕 / 1470년 ~ 1497년)는 베트남 후 레 왕조(後黎朝) 성종(聖宗) 레뜨타인(黎思誠)의 두번째 연호이다.

## 개원
- 꽝투언(光順) 10년 11월 16일[1](율리우스력 1469년 12월 19일)에 연호를 홍득(洪德)으로 정하고, 다음 해 1월 1일[2](율리우스력 1470년 2월 1일)에 개원함.[3][4]

- 홍득(洪德) 28년 2월 6일[5](율리우스력 1497년 3월 9일)에 연호를 까인통(景統)으로 정하고, 다음 해 1월 1일[6](율리우스력 1498년 1월 22일)에 개원함.[7][4]

## 연대 대조표
| 홍득 | 서기(西紀) | 간지(干支) | 명나라 연호     |
| 원년 | 1470년     | 경인(庚寅) | 성화(成化) 6년  |
| 2년  | 1471년     | 신묘(辛卯) | 성화 7년        |
| 3년  | 1472년     | 임진(壬辰) | 성화 8년        |
| 4년  | 1473년     | 계사(癸巳) | 성화 9년        |
| 5년  | 1474년     | 갑오(甲午) | 성화 10년       |
| 6년  | 1475년     | 을미(乙未) | 성화 11년       |
| 7년  | 1476년     | 병신(丙申) | 성화 12년       |
| 8년  | 1477년     | 정유(丁酉) | 성화 13년       |
| 9년  | 1478년     | 무술(戊戌) | 성화 14년       |
| 10년 | 1479년     | 기해(己亥) | 성화 15년       |
| 홍득 | 서기(西紀) | 간지(干支) | 명나라 연호     |
| 11년 | 1480년     | 경자(庚子) | 성화(成化) 16년 |
| 12년 | 1481년     | 신축(辛丑) | 성화 17년       |
| 13년 | 1482년     | 임인(壬寅) | 성화 18년       |
| 14년 | 1483년     | 계묘(癸卯) | 성화 19년       |
| 15년 | 1484년     | 갑진(甲辰) | 성화 20년       |
| 16년 | 1485년     | 을사(乙巳) | 성화 21년       |
| 17년 | 1486년     | 병오(丙午) | 성화 22년       |
| 18년 | 1487년     | 정미(丁未) | 성화 23년       |
| 19년 | 1488년     | 무신(戊申) | 홍치(弘治) 원년 |
| 20년 | 1489년     | 기유(己酉) | 홍치 2년        |
| 홍득 | 서기(西紀) | 간지(干支) | 명나라 연호     |
| 21년 | 1490년     | 경술(庚戌) | 홍치(弘治) 3년  |
| 22년 | 1491년     | 신해(辛亥) | 홍치 4년        |
| 23년 | 1492년     | 임자(壬子) | 홍치 5년        |
| 24년 | 1493년     | 계축(癸丑) | 홍치 6년        |
| 25년 | 1494년     | 갑인(甲寅) | 홍치 7년        |
| 26년 | 1495년     | 을묘(乙卯) | 홍치 8년        |
| 27년 | 1496년     | 병진(丙辰) | 홍치 9년        |
| 28년 | 1497년     | 정사(丁巳) | 홍치 10년       |

## 동시대 연호

### 중국
명(明)
- 성화(成化) (1465년 ~ 1487년)
- 홍치(弘治) (1488년 ~ 1505년)

### 일본
- 분메이(文明) (1469년 ~ 1487년)
- 조쿄(長享) (1487년 ~ 1489년)
- 엔토쿠(延德) (1489년 ~ 1492년)
- 메이오(明應) (1492년 ~ 1501년)

## 같이 보기
- 베트남의 연호